# Tahdiʾa
La tahdiʾa (in arabo تهدئة‎?) è la riduzione delle ostilità, ma non una loro completa cessazione.
La parola ha origine dalla radice <h-d-ʾ> e significa azione calmante, tranquillità o rassicurazione.
Il termine è stato utilizzato da Ḥamās nei primi mesi del 2004, quando non si arrivò alla firma di una tregua vera e propria (hudna), ed è stato ripreso nel giugno 2008 per definire il periodo di calma di sei mesi, scaduto poi a dicembre.